# Danny & the Juniors
Danny & the Juniors (Дэ́нни энд зе Джу́ниорс) — американская мужская вокальная группа из Филадельфии, работающая в стиле ду-воп. Наиболее известна по своему хиту номер 1 в США «At the Hop».
В начале 1958 года группа возглавила американские чарты (1-е место в «Билборде» и в Top 100, и в ритм-н-блюзовом чарте) с песней «At the Hop». Песня была написана сочинительским дуэтом Дейва Уайта и Джона Мадары. Сингл с ней стал золотым по продажам. Эта песня так и осталась самым большим хитом группы, хотя и далеко не единственным. По 1963 год они попадали в чарты ещё восемь раз, причём их синглы «Rock and Roll Is Here to Stay», «Dottie» и «Twistin’ U.S.A.» достигали первой сороковки.
В 2003 году группа Danny & the Juniors была включена в Зал славы вокальных групп.
Кроме того, песня «At the Hop» в исполнении группы Danny & the Juniors входит в составленный Залом славы рок-н-ролла список 500 Songs That Shaped Rock and Roll.

## Состав
- Фрэнк Маффеи — вокал
- Бобби Маффеи — вокал

### Бывшие участники
- Дэнни Рапп — ведущий вокал (умер в 1983)
- Джо Терри — вокал (умер в 2019)
- Дэйв Уайт — вокал (умер в 2019)

## Премии и признание
- См.  «Danny and The Juniors § Awards and recognition» в английском разделе.

## Дискография
- См. «Danny and The Juniors § Singles» в английском разделе.